# Дюпон, Антуан
Антуан Дюпон (фр. Antoine Dupont; 15 ноября 1996, Ланмезан, Франция) — французский регбист, игрок национальной сборной Франции и клуба «Тулуза», выступающий на позиции полузащитника схватки. В 2021 году был признан регбистом года по версии World Rugby. Олимпийский чемпион (2024).

## Клубная карьера
Начинал карьеру в клубе дивизиона Про Д2 «Ош Жер». Затем начал выступать за «Кастр» в Топ 14. В 2017 году перешёл в «Тулузу», с которой стал чемпионом Франции в 2019 и 2021 годах. Также выиграл с командой Кубок европейских чемпионов в 2021 году.

## Карьера в сборной
Выступает за национальную сборную Франции, является капитаном сборной.
В 2020 году стал лучшим игроком Кубка шести наций. А в 2022 году со сборной выиграл Кубок шести наций.
Чемпион Парижской Олимпиады (2024) по регби-7.

## Личная жизнь
Весной 2025 года стало известно, что она состоит в отношениях с французской королевой красоты Мисс Вселенная 2016 Ирис Миттенар